# Anthopleura handi
Anthopleura handi är en havsanemonart som beskrevs av Dunn 1978. Anthopleura handi ingår i släktet Anthopleura och familjen Actiniidae. Inga underarter finns listade i Catalogue of Life.